# Cavernularia obesa
Espèce
Cavernularia obesa est une espèce de cnidaires de la famille des Veretillidae (espèces communément appelées « Plumes de mer »).

## Répartition
Cavernularia obesa est présente dans les eaux tropicales de l'Indo-Pacifique.

## Publication originale
- Valenciennes in Milne Edwards & Haime, 1850 : A monograph of the British fossil corals. p. 1-136 (texte intégral) (en).